# Oskar Schmoll
Oskar Schmoll (* 3. Mai 1894 in Karlsruhe; † 1969) war ein deutscher Jurist.
Seine Karriere begann in der Weimarer Republik und kulminierte in der Diktatur des Nationalsozialismus; von Juni 1942 bis April 1945 war er Präsident des Landgerichts Waldshut und Mitglied des Sondergerichts Freiburg. In dieser Eigenschaft war er bei allen Waldshuter Verhandlungen Vorsitzender des Freiburger Sondergerichts in Waldshut. Als gefürchteter Strafrichter verhängte er drakonische Freiheitsstrafen und Todesurteile. Bedingt durch sein von Häme und Aggressivität geprägtes Auftreten steht Schmoll, ebenso wie Roland Freisler, als personifiziertes Beispiel für die Rechtsbeugung der Justiz im Dienst des Nationalsozialismus. In badischen Justizkreisen galt er 1950 „als der berüchtigste Blutrichter in Baden, fanatischer Anhänger der NSDAP, als gefährlicher Denunziant und übelste Erscheinung in der badischen Justiz.“

## Leben und Wirken

### Jugend, Ausbildung und frühe Berufszeit
Oskar Schmoll war ein später Sohn des badischen Finanzbeamten Anton Schmoll, der Anfang des Jahres 1900 im Alter von 53 Jahren verstarb. Der Tengener Landwirt Rupert Lauber, ein Verwandter von Oskars Mutter Albertine, übernahm die Vormundschaft für das sechsjährige Kind. Oskar besuchte das Heinrich-Suso-Gymnasium Konstanz und legte im Juli 1914 das Abitur ab. Seine Noten bezeugen, dass er ein fleißiger Schüler mit sehr gutem Betragen und überwiegend guten Leistungen war. Am Ersten Weltkrieg nahm Oskar Schmoll nicht teil, da er wegen Versteifung des linken Knies, der eine tuberkulöse Knochenerkrankung in früher Jugend zugrunde lag, wehruntauglich war. Schmoll studierte ab 1914 Rechtswissenschaft in Heidelberg und legte 1918 die erste bzw. 1921 die zweite juristische Staatsprüfung ab. Mit seinen Leistungen belegte er 1921 den fünfzehnten Rang unter 19 Kandidaten. 1921 trat Schmoll als Gerichtsassessor in den badischen Justizdienst ein und verfasste nebenbei an der Universität Heidelberg eine Doktorarbeit über die „Entlastung des Vorstands und des Aufsichtsrats in der Aktiengesellschaft.“ Die Promotion endete 1923 mit der Note „3 = cum laude“. 1923 schloss er die Ehe mit der 1½ Jahre jüngeren Maria Anna, einer Tochter des in Baden-Baden ansässigen Finanzbeamten Wilhelm Strasser. Im Dezember 1926 übernahm Schmoll den Posten eines Staatsanwalts in Konstanz, auf dem er bis Ende 1930 verblieb.

### NSDAP-Aktivist ab 1931
1923 trat Schmoll der demokratie- und republikfeindlichen Deutschnationalen Volkspartei bei; zwei Jahre später wurde er, obwohl nie Soldat gewesen, Mitglied in deren bewaffnetem Arm, dem Stahlhelm, Bund der Frontsoldaten. Nachdem Schmoll Anfang 1931 als Amtsgerichtsrat nach Donaueschingen versetzt worden war, trat er am 1. März 1931 der NSDAP unter der Mitgliedsnummer 473.096 bei. Hier profilierte er sich als Agitator bei Parteiveranstaltungen, was ihm bei der Kreisleitung den Ruhm eines „Vorkämpfer[s] der Baar für den Nationalsozialismus“ eintrug. Die SS attestierte ihm, „einer der gefürchtetsten Gegner des Zentrums“ gewesen zu sein, der sich „immer in den vordersten Reihen für die Bewegung eingesetzt“ habe. Da Schmoll dabei die Grenzen des Beamtenrechts überschritt, erhielt er vor 1933 mehrere Disziplinarstrafen. Nach der Machtergreifung beteiligte er sich an der Planung eines gewalttätigen Überfalls gegen den Zentrumsabgeordneten Anton Hilbert, den der Donaueschinger Kreisleiter Eberhard Sedelmeyer mit Hilfe von SA-Schlägern im April 1933 ausführen ließ. Zum innersten Zirkel der Macht innerhalb der Kreisleitung gehörend, wirkte Schmoll ab Februar 1933 als parteiamtlicher Referent für Kommunalpolitik maßgeblich bei den personellen Säuberungen in den Rathäusern des Landkreises Donaueschingen mit.

### 1933–1938 Erster Staatsanwalt in Freiburg
Im Dezember 1933 wurde Schmoll zum Ersten Staatsanwalt in Freiburg im Breisgau befördert; zugleich trat er in der örtlichen NSDAP-Kreisleitung den Posten des Rechtsamtsleiters an. Danach, so berichtete das Badische Justizministerium 1947, habe Schmoll, gern in schwebende Verfahren eingegriffen und Kläger, die ihre Rechtsansprüche gegen Parteigenossen geltend gemacht hätten, zu sich vorgeladen und ihnen mit Verhaftung gedroht, wenn sie die Klagen nicht zurück nähmen. Theodor Hönl (1872–1955), bis 1936 Landgerichtsdirektor in Freiburg, bezeugte 1950: „Die Kreise der Bevölkerung, die genötigt waren, auf seine Vorladung hin vor ihm zu erscheinen, [konnten] niemals sich darüber im klaren sein […], ob sie vor ihm in seiner Eigenschaft als Staatsanwalt oder in der eines Parteifunktionärs erschienen waren.“  Die Rechtsanwälte der Betroffenen behandelte Schmoll „sehr unfreundlich, um nicht zu sagen brutal.“ Hönl bezeichnete Schmoll später als „Totengräber der Beamtendisziplin und Zerstörer der Justiz in unserem Bezirk.“

### 1938–1942 Landgerichtsdirektor und Stellvertretender Vorsitzender des Sondergerichts Mannheim
Innerhalb der NS-Justiz verfügte Schmoll über keinen guten Ruf. Emil Brettle, von 1933 bis 1937 Generalstaatsanwalt beim Oberlandesgericht Karlsruhe, urteilte 1937, Schmolls Charakter mahne zur Vorsicht und sein Geltungsbedürfnis verführe ihn zu Handlungen, die seinem Ansehen abträglich seien. Schmoll strebe zwar das Amt eines Oberstaatsanwalts an, doch gab sich Brettle überzeugt, „kaum je in der Lage [zu] sein, Schmoll dazu vorzuschlagen. An eine Beförderung zum Land- oder Amtsgerichtsdirektor wird […] eher gedacht werden können.“ Anfang 1938 bewarb sich Schmoll um eine Stelle als Landgerichtsdirektor in Mannheim. Brettles Nachfolger Ernst Lautz attestierte Schmoll nun plötzlich, er sei ein „befähigter, kenntnisreicher und erfahrener Beamter, der die ihm anvertrauten Strafsachen zielbewußt und tatkräftig fördert und vor Gericht bei souveräner Beherrschung des Stoffes eindrucksvoll vertritt“. Demgemäß wurde Schmoll im September 1938 als Landgerichtsdirektor nach Mannheim versetzt, wo er den Vorsitz einer Strafkammer und den stellvertretenden Vorsitz des Sondergerichts Mannheim übernahm. 1940 lobte ihn die dortige Kreisleitung, dass er seine „Entscheidungen, insbesondere als Strafrichter beim Sondergericht, im Sinne des Nationalsozialismus“ treffe.

### 1942–1945 Landgerichtspräsident und Mitglied des Sondergerichts Freiburg
Nach der Besetzung Frankreichs Mitte 1940 bewarb sich Schmoll um eine Verwendung im Elsass, wo die deutschen Besatzer eine neue Justizverwaltung aufbauten. Der Chef der Zivilverwaltung im Elsass, Gauleiter Robert Wagner, erteilte Heinrich Reinle, dem Präsidenten des Oberlandesgerichts Mannheim, jedoch eine Absage, „da er stärkere Persönlichkeiten im Elsaß für nötig hält. Als Landgerichtspräsident in Baden kann Herr Dr. Schmoll in Vorschlag gebracht werden.“ Reinle unterrichtete das Reichsjustizministerium (RJM) über Wagners Wunsch, wobei er einräumte, Schmolls Persönlichkeit sei „etwas umstritten“, doch habe dieser in Mannheim gute Arbeit geleistet: Er (Reinle) „halte darnach die Ernennung Dr. Schmolls zum Landgerichtspräsidenten für durchaus vertretbar, angesichts seiner politischen Verdienste für erwünscht.“ In einer Besprechung, die Ende 1940 zwischen Robert Wagner und dem Staatssekretär im RJM, Dr. Franz Schlegelberger in Straßburg stattfand, wurde die Beförderung Schmolls geregelt. Zum 1. Juni 1942 ernannte ihn die Reichsjustizverwaltung zum Landgerichtspräsidenten in Waldshut und zum Mitglied des Sondergerichts Freiburg. Damit verbunden war der Vorsitz bei allen Waldshuter Verhandlungen des Sondergerichts.

### Schmolls Prozessführung in Waldshut
Zwischen 1942 und 1945 führte Schmoll den Vorsitz bei zahlreichen Strafverfahren, in denen er und seine Beisitzer die Angeklagten meist wegen staatsfeindlicher Äußerungen oder des Hörens von Auslandssendern zu drakonischen Zuchthausstrafen verurteilten. Die bürgerliche Existenz vieler unbescholtener Bürger wurde auf diese Weise stark beschädigt oder gar vernichtet. In seinen Urteilsbegründungen bewertete Schmoll nicht nur die „Straftaten“ der Verurteilten, sondern unterzog deren Persönlichkeit einer vernichtenden Bewertung. In Waldshut war Schmoll an der Verhängung von mindestens vier Todesurteilen beteiligt. Das Verfahren gegen den am 25. Juli 1944 hingerichteten Metzgermeister Eugen Mülhaupt bildete seinen spektakulärsten Fall: Im April 1944 wurde Mülhaupt zum Tode verurteilt, weil er der deutschen Kriegswirtschaft durch die Angabe unrichtiger Gewichte und durch markenfreie Abgabe eine Fleischmenge von 700 Zentnern entzogen hatte. Der Prozess zog weite Kreise, weil er einen Korruptionssumpf aufdeckte, in den die örtliche NS-Nomenklatura tief verstrickt war. In seiner Urteilsbegründung richtete Schmoll Mülhaupt auch moralisch hin: „Unkollegial gegen seine Berufskameraden, herrisch und brutal gegen seine Untergebenen, anmassend im Auftreten und schmeichlerisch-schmierig gegen Leute, die ihm Vorteil zu bringen scheinen, das ist Mülhaupt. Ein Mann, der zur Erreichung seiner Ziele über Leichen geht.“ Das Todesurteil sorgte für große Empörung in Waldshut, dessen Bevölkerung „eine Zuchthausstrafe von mehreren Jahren“ für vollkommen ausreichend befand.
Nach dem Zeugnis seiner Mitarbeiter war Schmoll in der Waldshuter Geschäftsstelle „als Schikanör“ und „als Sadist bekannt. […] Er konnte die weiblichen Angestellten solange plagen, bis sie weinten. Daran hatte er die größte Freude.“ Sein Umfeld vertrat nach 1945 die Meinung, dass „die Quälereien durch Schmoll weniger aus politischen Gründen als einer charakterlichen Veranlagung entsprangen“ und dass Schmolls Motivlage „nicht als typisch nationalsozialistisch zu bewerten ist. Einmal ein Todesurteil fällen zu können, […] war Ausfluß seines Charakters, der sicherlich vor 1933 schon der gleiche war.“

### Internierung nach Kriegsende
Kurz vor dem Eintreffen französischer Verbände am 25. April 1945 forderte Schmoll sein Personal zum Aushalten auf und setzte sich selbst nach Osten ab. Am 7. Mai 1945 geriet er in Internierungshaft. Ende 1945 schrieb er einen Rechtfertigungsbrief an die französische Kommandantur, in dem er jegliche Schuld von sich wies, die 1933 etablierten NS-Sondergerichte in die Rechtstradition der Weimarer Republik stellte und deren Zuständigkeit für politische Sachen abstritt. Schmoll beschwerte sich, angesichts seiner Verdienste hätte er erwartet, dass seine „Tätigkeit als Richter auch von Seiten der Besatzungsarmee gewürdigt und anerkannt würde“, denn „ich liebte die Gerechtigkeit und hasste das Unrecht. […] Es ist für mich heute entsetzlich, der Freiheit beraubt zu sein, da ich nie einen anderen Gedanken hatte, als den Weg der Wahrheit und Gerechtigkeit zu gehen.“ Am Ende seines Gesuchs klagte Schmoll, er sei ein kranker Mann und appellierte „an Ihre Menschlichkeit, die stets eine der edelsten Tugenden des Franzosen war, und bitte Sie, mich freizulassen! Es ist eine Selbstverständlichkeit, daß ich mich loyal und dankbar zeigen werde.“ Schmoll kam keineswegs frei, sondern verbrachte die folgenden 36 Monate im Internierungslager Freiburg, dessen Spruchkammer sich Ende 1948 mit seiner Entnazifizierung befasste. Das Verfahren zog sich über zwei Jahre hin und erwies sich als Machtkampf zwischen jenen Kräften im Säuberungsapparat, die Milde walten lassen und denen, die wenigstens in diesem Fall gravierender politischer Belastung im badischen Justizapparat für Gerechtigkeit sorgen wollten.

### Die Spruchkammerverfahren von 1948–1950

#### Das erstinstanzliche Urteil vom Dezember 1948
Die Freiburger Internierten-Spruchkammer I tagte am 13. Dezember 1948. Aufgrund der von Schmoll eingereichten Entlastungszeugnisse kam sie zu dem Urteil, Schmoll habe sich „auch Parteigegnern gegenüber korrekt verhalten und sich ihnen hilfreich gezeigt.“ Auch sei er kein Profiteur des NS-Systems gewesen, denn er sei ja nicht nur wegen seiner Parteizugehörigkeit, sondern auch wegen seiner Qualifikation befördert worden. Allerdings könne dies alles die Tatsache nicht aus der Welt schaffen, dass Schmoll den Nationalsozialismus wesentlich gefördert habe und daher als Schuldiger anzusehen sei. Die französische Militärregierung genehmigte den Spruch. Urteil und Begründung standen in einem auffälligen Gegensatz, den Schmoll so erklärte: Der Vorsitzende des Untersuchungsausschusses und sein Stellvertreter hätten ihm erklärt, „nach den bisherigen Erfahrungen müsste damit gerechnet werden, dass seitens der zuständigen französischen Stelle Einwendungen erhoben würden, wenn die an sich gewollte mildere Beurteilung der Spruchkammer erfolgen würde. Man riet mir daher, es im Interesse meiner Freilassung hinzunehmen, dass die Spruchkammer mich formell schuldig spreche. Gleichzeitig wurde mir erklärt, gegen die Entscheidung solle ich alsdann Berufung einlegen oder, falls sich deshalb etwa Schwierigkeiten ergeben würden, würde selbstverständlich der Herr Staatskommissar [für die politische Säuberung in Baden, Walther Nunier,] von seinem Recht Gebrauch machen und eine erneute Verhandlung anordnen.“

#### Das erste Revisionsurteil vom Februar 1950
Anfang 1950 gab das Badische Staatskommissariat für politische Säuberung Schmolls Berufungsantrag statt. Die Spruchkammer Freiburg I tagte am 28. Februar 1950. Ihr Urteil fiel milde aus. Sie warf Schmoll vor, sich mit „blindem Fanatismus für die ‚Bewegung‘ eingesetzt“ zu haben und „kritiklos der nat.soz. Epidemie anheimgefallen [zu sein], deren Gift durch Hitler in die Blutbahn des deutschen Volkskörpers gekommen ist“. Schmoll könne aber „zugebilligt werden, dass er sich in dem Glauben wiegte, durch diese seine Haltung einen abschwächenden Einfluss auf extreme Massnahmen fanatisierter P[artei]g[enossen] ausüben zu können.“ Eine Nutznießerschaft am Nationalsozialismus mochte die Kammer bei Schmoll nicht erkennen. Folglich stufte sie ihn als „Minderbelasteten“ ein. Als „Sühne“ sollte Schmoll mit der Pension eines Amtsgerichtsrats in den Ruhestand versetzt werden. Im Rechtsausschuss des Badischen Landtags löste das Urteil große Entrüstung aus. Dessen Mitglieder nahmen „sehr scharf gegen den Säuberungsbescheid Stellung [und] führten aus, wenn Schmoll nur minderbelastet sei, so wäre kaum jemand sonst schuldig zu sprechen.“ Auch das Badische Justizministerium bewertete die Begründung, warum Schmoll nicht als Nutznießer des NS-Systems zu betrachten sei, als „abwegig“ und drang ab Mitte 1950 den Staatskommissar für politische Säuberung, in Revision zu gehen. Zu deren Vorbereitung begannen die Behörden im zweiten Halbjahr 1950 erstmals systematisch nach schriftlichen Belastungszeugen und -zeugnissen für Schmolls politische Tätigkeit zu suchen.

#### Das zweite Revisionsurteil vom Dezember 1950
Die zweite Revisionsverhandlung fand am 19. Dezember 1950 unter dem Vorsitz von Dr. Manfred Pfister statt. Seine Kammer stufte Schmoll als Schuldigen ein. Sie bejahte sowohl Schmolls Nutznießerschaft am NS-System als auch dessen Rolle als Aktivist und Beteiligter am Überfall auf Anton Hilbert. Die Urteilsbegründung wies die Argumente der Vorgängerinstanzen zurück und stellte fest, der mäßig begabte Jurist Schmoll habe nur auf „Parteikrücken“ Karriere machen können. Was die von ihm präsentierten Entlastungszeugnisse angehe, so seien sich viele Aussteller „wohl nicht darüber klar, wie sehr sie sich durch solche mit der Wahrheit im krassen Widerspruch stehende Angaben ihre übrigen Bekundungen entwerten und überhaupt zur Vorsicht gegenüber allen Gefälligkeitszeugnissen zwingen“. Aus der Urteilsbegründung geht hervor, dass sich die Kammer dem Glauben hingab, Schmoll sei ein Ausreißer im badischen Justizsystem gewesen. Im Urteil heißt es: „Während der grösste Teil der Richter und Justizbeamten sich den Zumutungen der Partei gegenüber zurückhaltend gezeigt und die Würde und das Ansehen des deutschen Richterstandes gewahrt hat, die diesem Stand den guten Ruf der deutschen Rechtspflege gesichert haben, hat Schmoll diese Eigenschaften in unverantwortlicher Weise schmählich verletzt und sich als ausgesprochener Schädling seines Berufsstandes erwiesen und den Namen der Bad. Justiz geschändet. Es ist unter diesen Umständen nicht verwunderlich, dass der Fall Schmoll nicht nur in der juristischen Berufswelt, sondern darüber hinaus in der Öffentlichkeit Aufsehen erregt hat.“

### Lebensende
Mit dem Spruch vom Dezember 1950 ging Schmoll aller Pensionsansprüche und Hoffnungen auf Verbleib im badischen Justizdienst verlustig. Weitere Erkenntnisse über ihn sind spärlich: 1953 erhielt seine Akte den Stempel „Sympathisant“. Im Karlsruher Geburtenbuch ist unter „1894 Nr. 812“ Schmolls Tod für das Jahr 1969 verzeichnet. Allerdings wies das Stadtarchiv Karlsruhe darauf hin, dass möglicherweise ein Fehler vorliege, denn die dort aufgeführte Sterbeurkunde sei nicht auffindbar. Im Gebäude des Landgericht Waldshut-Tiengen fehlt Schmolls Konterfei unter den sonst dort vollständig ausgestellten Porträts seiner Vorsitzenden.

### Schmolls Nachwirken
Schmolls Opfern wurde durch eine restriktive Auslegung des Bundesentschädigungsgesetzes nach dem Ende des „Dritten Reichs“ eine angemessene Entschädigung vielfach verweigert. Als Begründung diente das von der NS-Justiz entworfene, meist bis zur Karikatur verzerrte Charakterbild der Angeklagten: So wurde der Witwe eines 1945 an den Haftfolgen verstorbenen Mannes, der 1943 wegen staatsfeindlicher Äußerungen für 2 ½ Jahre ins Gefängnis gekommen war, die Zahlung einer Witwenrente verweigert. Schmoll hatte dem Kritiker ein „besonders hohes Maß an Auflehnung gegen Regierung und Bewegung“ bescheinigt und ihn als „einsichtslosen, erregbaren Psychopathen mit kümmerlicher Verstandeslage“  bezeichnet. Das Badische Finanzministerium begründete 1951 die verweigerte Rentenzahlung mit der Erkenntnis: „Derartige Personen werden in jedem System straffällig. Sie können nicht für würdig befunden werden, als Träger einer achtbaren politischen Haltung anerkannt zu werden.“ Das von der Witwe angerufene Badische Amtsgericht gab 1952 dem Ministerium mit dem Argument Recht, dass der mehrfach vorbestrafte „Ehemann der Klägerin asozial veranlagt war und sich auch schon vor der Machtübernahme nicht in die staatliche Ordnung einfügen konnte.“ Das Urteil nahm ausdrücklich Bezug auf die charakterliche Beurteilung des Verstorbenen durch Richter Schmoll.